# Balala the Fairies: The Magic Trial
Balala the Fairies: The Magic Trial (en chino: 巴啦啦小魔仙之魔法的考驗), es una película china de aventuras y fantasía infantil de 2014 dirigida por Ren Yu y Hao Lui. Se lanzó en China el 23 de enero. Es una adaptación cinematográfica de acción real de una serie animada de chicas mágicas del mismo nombre creada por la compañía de juguetes de Guangzhou Auldey. Es la segunda película de la serie de películas Balala the Fairies, después de Balala the Fairies: the Movie de 2013. Le siguió Balala the Fairies: Princess Camellia de 2015.

## Reparto
- Daisy Cakes como Mei-Xue
- Zhao Jinmai como Ling Mei Qi / Maggie
- Chen Yuwei
- Wang Hui

## Recepción
La película recaudó 2,03 millones de dólares en la taquilla china.